# Chersoiulus sphinx
Chersoiulus sphinx är en mångfotingart som beskrevs av Pius Strasser 1940. Chersoiulus sphinx ingår i släktet Chersoiulus och familjen kejsardubbelfotingar. Inga underarter finns listade i Catalogue of Life.